# Kauppalehti
Kauppalehti est un journal économique finlandais. 

## Historique
L'hebdomadaire Kauppalehti, spécialisé dans les affaires, est fondé en 1898par l'Association des hommes d'affaires finlandais. 
L'objectif de ce magazine est de promouvoir l'économie finlandaise et de servir d'organe de liaison. 
Le premier numéro est publié le 23 décembre 1898 et le rédacteur en chef du magazine est le directeur de l'école de commerce de Kuopio Kalle Aho, le frère de l'écrivain Juhani Aho.
En 1918, Kauppalehti commence à paraître cinq fois par semaine. 
En 1958, Uusi Suomi achète les droits de publication de Kauppalehti
En 1988, Uusi Suomi et Tampereen kirjapaino fusionnent pour former Aamulehti qui commence à publier aussi Kauppalehti.
En 1998, le groupe Aamulehti et MTV fusionnent pour former Alma Media.